# Шевчук Володимир Віталійович
Володи́мир Віта́лійович Шевчу́́к (22 лютого 1967 року в м. Шепетівка — 19 серпня 2016, поблизу с. Оріхове-Донецьке, Новоайдарський район) — учасник російсько-української війни.

## Життєпис
Народився 22 лютого 1967 року в м. Шепетівка, Хмельницької області. Навчався у ЗОШ № 4. Після закінчення 8 класів навчався в машинобудівному технікумі міста Цілиноград (нині м. Астана) в Казахстані. Отримав спеціальність «технік-технолог термічної обробки металів». Проходив службу в армії у м. Бердичеві, м. Хмельницькому, м. Володимир-Волинському. Працював інженером-технологом, змінним майстром, трудився на Шепетівському заводі тракторних втулок. Самостійно опанував професію будівельника, займався різьбою по дереву. Володимир Віталійович оздоблював Свято-Михайлівський собор, працював у храмі Святителя Миколая Чудотворця та церкві Великого князя Володимира у Шепетівці. Саме тому у військовому житті мав позивний «Різець».
З початком бойових дій на Сході України йде добровольцем на службу в батальйон «Донбас». У листопаді 2014 року частина бійців батальйону підписала контракт на службу у Збройних Силах. Серед них був і Володимир. З добровольців у 93-й окремій механізованій бригаді сформували 6-ту штурмову роту, у складі якої Володимир воював на багатьох важливих ділянках фронту на Донеччині — Очеретяне, Водяне, Тоненьке, Піски, Опитне, Донецький аеропорт, Карлівка. Тримали позиції від Авдіївки до Мар'їнки. Був навідником-оператором БМП-2, проходив службу у складі окремої роти розвідки 93-ї окремої механізованої бригади. Загинув 19 серпня 2016 року при виконанні військового завдання на Луганщині. 24 серпня 2016 року шепетівчани провели Володимира в останню путь.
У Володимира Шевчука залишилися мати, дружина, син та донька.

## Нагороди та вшанування
- «За особисту мужність і героїзм, виявлені у захисті державного суверенітету та територіальної цілісності України, вірність військовій присязі» під час російсько-української війни Указом Президента України № 506/2016 від 16 листопада 2016 року нагороджений орденом «За мужність» III ступеня (16.11.2016, посмертно)[2]
- Указом Патріарха Київського і всієї Руси-України Філарета № 16845 від 24 січня 2017 року нагороджений медаллю «За жертовність і любов до України» (посмертно).
- 19 серпня 2017 року в Шепетівці відбулися поминальні заходи присвячені річниці загибелі Шевчука Володимира[3].
- 7 червня 2018 року рішенням 40-ї сесії Шепетівської міської ради одну з вулиць міста перейменовано у пам'ять про героя Володимира Шевчука.[4].